# Loriculus aurantiifrons
El lorículo papú (Loriculus aurantiifrons) es especie de ave psitaciforme de la familia Psittaculidae endémica de Nueva Guinea y algunas islas menores adyacentes. Anteriormente se consideraba al lorículo de las Bismarcarck como subespecie del lorículo papú.

## Descripción
Mide unos 11 cm de largo. Su plumaje es principalmente verde, amarillento en las partes inferiores, con la garganta, el obispillo y la parte superior de la cola rojos. La parte inferior de las plumas de vuelo es azulada. Tiene el pico negro. Los machos tienen una mancha en la frente y la parte frontal del píleo de color amarillo anaranjado, mientras que las hembras tienen la zona verde azulada y las mejillas azules. Además los machos tienen el iris de los ojos blanquecino amarillento y las hembras castaño.